# هیدتو آسامورا
هیدتو آسامورا (انگلیسی: Hideto Asamura؛ زادهٔ ۱۲ نوامبر ۱۹۹۰) بازیکن بیس‌بال اهل ژاپن است.
وی در مسابقات کشوری و بین‌المللی در مجموع برندهٔ ۲ مدال طلا شده‌است.